# 남해 화방사 청동반자
남해 화방사 청동반자(南海 花芳寺 靑銅飯子)는 대한민국 경상남도 남해군, 화방사에 있는 조선시대의 청동반자이다. 2010년 10월 7일 경상남도의 유형문화재 제505호로 지정되었다.

## 개요
원형의 청동반자는‘金口’혹은‘金鼓’로 불리는데 대중을 불러 모은다든지 급한 일을 알리는데 사용되는 불구의 일종이다. 화방사 반자는 뒷면이 비어 있는 일반적인 형식을 따랐다. 撞木으로 치는 부위는 마모되었는데 내부의 보수흔적으로 보아 2회 이상 이루어진 것으로 추정된다.
반자의 특징을 보면, 앞면은 2조의 융기 돌대가 동심원을 그려 內區와 外區로 구분하였다. 내구는 문양이 없고, 외구만 직경 7.8cm 크기의 梵字원권문이 4군데로 나누어 시문되었는데 전체적인 특징이 남해 용문사 반자와 닮았다. 다만 용문사 반자는 당당함이나 세련됨이 결여되어 화방사 반자보다 이후에 조성된 것으로 보인다. 반자 측면도 앞면과 마찬가지로 4조의 융기돌대가 돌아가는데, 전면 3개의 돌대는 서로의 간격을 좁게, 마지막 돌대는 넓게 돌렸으며, 넓은 면에는 거(虡)에 걸기 위한 3개의 고리를 따로 주조해 붙였다.

## 같이 보기
- 남해 화방사

## 참고 자료
- 남해 화방사 청동반자 - 국가유산청 국가유산포털